# Neil Fuller
Neil Robert Fuller (Shoreham-by-Sea, 2 agosto 1969) è un atleta paralimpico australiano.

## Biografia
Fuller è nato in Inghilterra nel 1969. Durante la giovinezza, sognava di fare il calciatore, riuscendo ad ottenere buoni risultati a livello statale, nel sud Australia. Fu durante una partita di calcio, il 25 luglio 1987, che la tibia e il perone si fratturarono e una delle principali arterie della gamba destra fu recisa in un tentativo di placcaggio allo stinco. Diventato maggiorenne durante i 22 giorni d'ospedale, Fuller scelse per l'amputazione della parte inferiore della gamba destra dove si era sviluppata una gangrena.
Nel febbraio 1989, Fuller ha partecipato ai campionati nazionali per amputati di Adelaide nelle gare dei 100 metri, salto in lungo e salto in alto. Fuller è stato quindi selezionato come membro della squadra australiana per competere ai Campionati internazionali dell'Estremo Oriente e del Sud Pacifico dove ha gareggiato nei 100 metri, nel salto in lungo, nel salto in alto e nel pentathlon.
Attualmente è coordinatore dello sport presso la St Peters Collegiate Girls School di Adelaide.

### Carriera sportiva
Fuller ha gareggiato per la prima volta in un grande evento ai Campionati e Giochi mondiali per disabili di Assen nel 1990, dove vinse una medaglia di bronzo nel salto in lungo. Ha anche partecipato ai Campionati mondiali paralimpici a Berlino nel 1994 e a Birmingham nel 1998. In entrambe le manifestazioni vinse quattro medaglie d'oro nelle gare sui 100 metri, 200 metri, 400 metri e nella staffetta. Ha preso parte a quattro Giochi paralimpici consecutivi, dal 1992 al 2004. A Barcellona 1992, vinse una medaglia d'oro nella staffetta, che gli valse la medaglia dell'Ordine dell'Australia, due medaglie d'argento e una di bronzo. Quattro anni dopo, ad Atlanta 1996, ottenne una medaglia d'oro e due d'argento mentre a Sydney 2000 vinse ben quattro medaglie d'oro e un bronzo. Infine, ad Atene 2004, conquistò due medaglie d'argento e un bronzo.
Grazie ai successi paralimpici, Neil Fuller ha guadagnato molti riconoscimenti. Nel 1997, è stato inserito nella Hall of Fame dell'atletica leggera del Sud Australia. Nel 2000, gli è stata conferita la medaglia dello sport australiano mentre nel 2012, il suo nome è stato introdotto nella Hall of Fame dello sport del Sud Australia.
Nel 2001, viene riconosciuto come "Best of Best" dall'Australian Institute of Sport.

## Palmarès

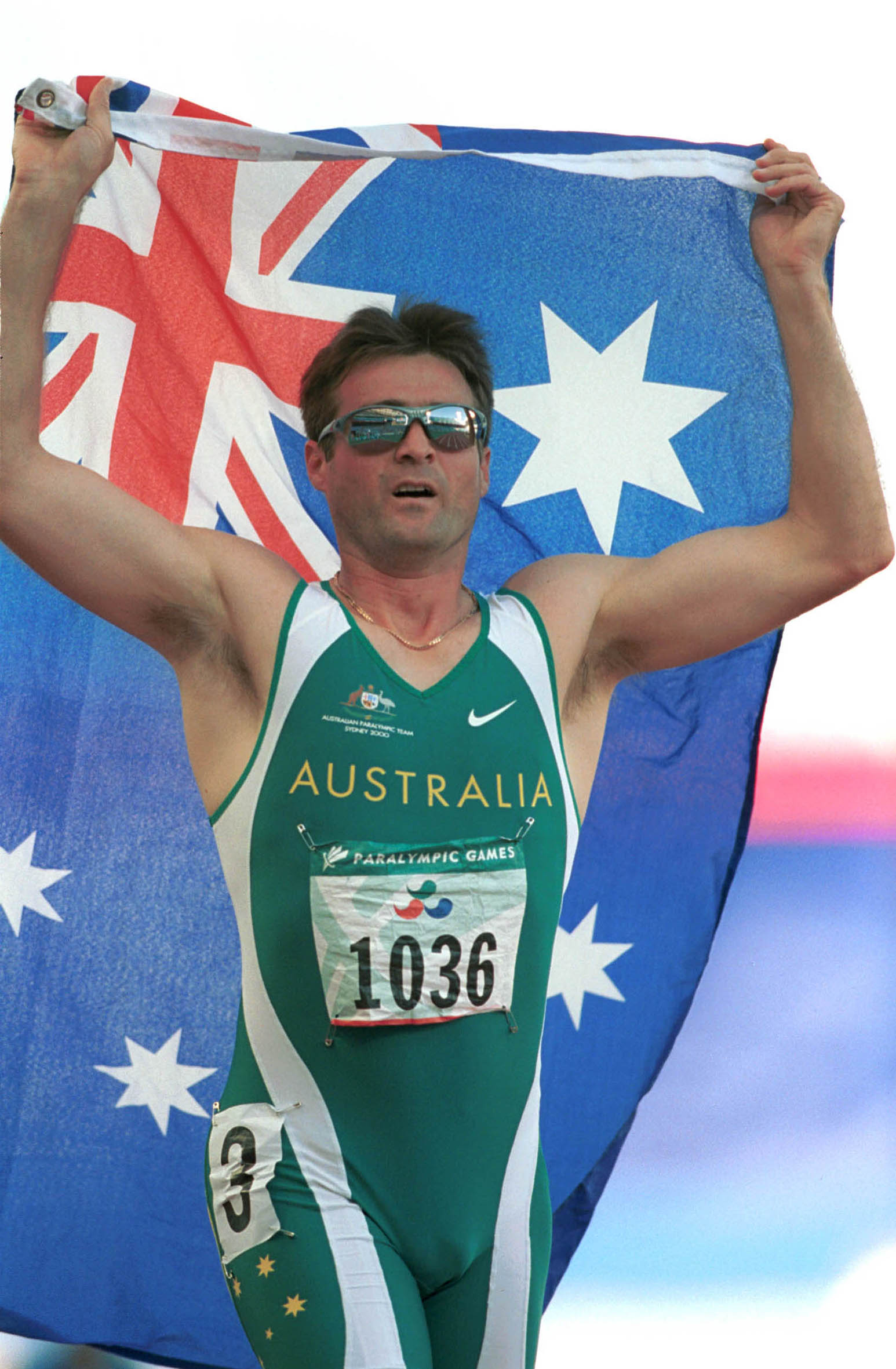
Fuller con la bandiera australiana ai Giochi paralimpici di Sydney nel 2000

| Anno | Manifestazione                            | Sede       | Evento             | Risultato | Prestazione | Note |
| ---- | ----------------------------------------- | ---------- | ------------------ | --------- | ----------- | ---- |
| 1990 | Campionati e Giochi mondiali per disabili | Assen      | Salto in lungo 7F  | Bronzo    |             |      |
| 1992 | Giochi paralimpici                        | Barcellona | 100 m piani TS2    | Bronzo    | 12"55       |      |
| 1992 | Giochi paralimpici                        | Barcellona | 200 m piani TS2    | Argento   | 25"75       |      |
| 1992 | Giochi paralimpici                        | Barcellona | 400 m piani TS2    | Argento   | 1'00"39     |      |
| 1992 | Giochi paralimpici                        | Barcellona | 4×100 m TS2-4      | Oro       | 45"95       |      |
| 1994 | Mondiali paralimpici                      | Berlino    | 100 m piani T44    | Oro       | 12"12       |      |
| 1994 | Mondiali paralimpici                      | Berlino    | 200 m piani T44    | Oro       | 24"24       |      |
| 1994 | Mondiali paralimpici                      | Berlino    | 400 m piani T44    | Oro       | 56"71       |      |
| 1994 | Mondiali paralimpici                      | Berlino    | Salto in lungo F44 | Bronzo    | 5,29 m      |      |
| 1994 | Mondiali paralimpici                      | Berlino    | 4×100 m T42-46     | Oro       | 48"38       |      |
| 1996 | Giochi paralimpici                        | Atlanta    | 100 m piani T43-44 | Argento   | 12"02       |      |
| 1996 | Giochi paralimpici                        | Atlanta    | 200 m piani T43-44 | Argento   | 24"72       |      |
| 1996 | Giochi paralimpici                        | Atlanta    | 4×100 m T42-46     | Oro       | 45"40       |      |
| 1998 | Mondiali paralimpici                      | Birmingham | 100 m piani T44    | Oro       | 11"67       |      |
| 1998 | Mondiali paralimpici                      | Birmingham | 200 m piani T44    | Oro       | 23"73       |      |
| 1998 | Mondiali paralimpici                      | Birmingham | 400 m piani T44    | Oro       | 53"60       |      |
| 1998 | Mondiali paralimpici                      | Birmingham | 4×400 m T42-46     | Oro       | 3'46"98     |      |
| 2000 | Giochi paralimpici                        | Sydney     | 100 m piani T46    | Bronzo    | 11"65       |      |
| 2000 | Giochi paralimpici                        | Sydney     | 200 m piani T44    | Oro       | 22"78       |      |
| 2000 | Giochi paralimpici                        | Sydney     | 400 m piani T44    | Oro       | 52"26       |      |
| 2000 | Giochi paralimpici                        | Sydney     | 4×100 m T46        | Oro       | 43"56       |      |
| 2000 | Giochi paralimpici                        | Sydney     | 4×400 m T46        | Oro       | 3'32"44     |      |
| 2002 | Mondiali paralimpici                      | Lilla      | 200 m piani T44    | Argento   | 23"71       |      |
| 2002 | Mondiali paralimpici                      | Lilla      | 400 m piani T44    | Argento   | 53"30       |      |
| 2004 | Giochi paralimpici                        | Atene      | 400 m piani T44    | Argento   | 53"15       |      |
| 2004 | Giochi paralimpici                        | Atene      | 4×100 m T42-46     | Bronzo    | 44"03       |      |
| 2004 | Giochi paralimpici                        | Atene      | 4×400 m T42-46     | Argento   | 3'33"55     |      |